# Фохт, Александр Богданович
Александр Богданович Фохт (1848, Москва — 1930, Москва) — русский и советский патолог, терапевт, один из основоположников экспериментальной кардиологии и клинико-экспериментального направления в патологии, профессор Императорского Московского университета (1880—1911) и МГУ (1917—1920), действительный статский советник, заслуженный деятель науки РСФСР.

## Биография

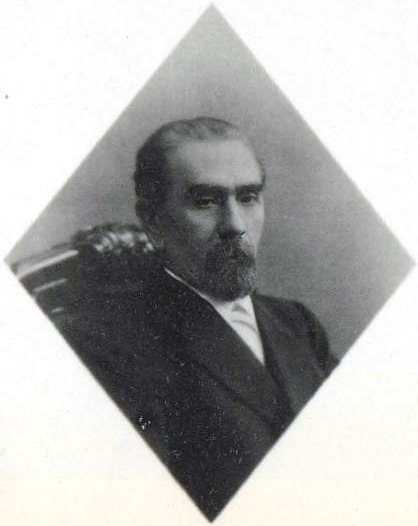
А. Б. Фохт, 1911 год

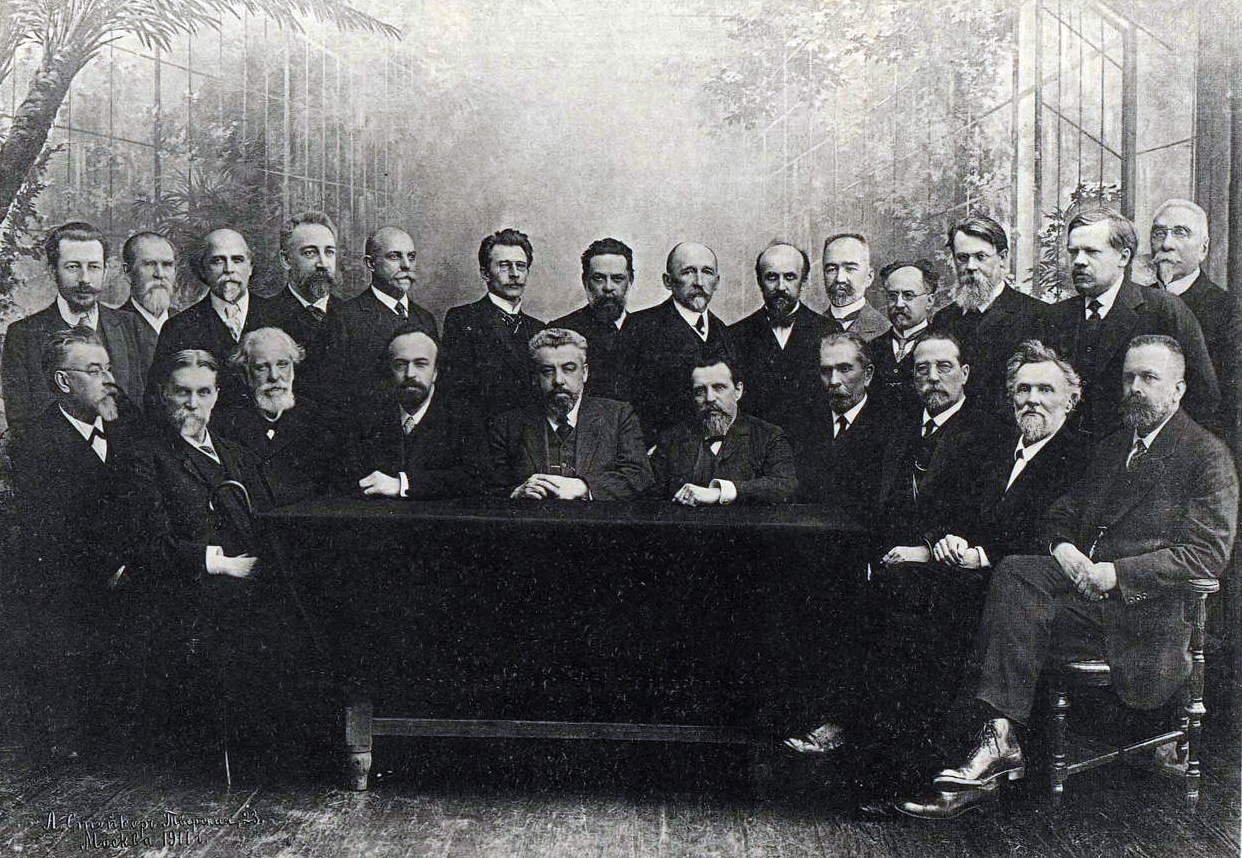
Профессора Московского университета (1911).
Сидят: В. П. Сербский, К. А. Тимирязев, Н. А. Умов, П. А. Минаков, М. А. Мензбир, А. Б. Фохт, В. Д. Шервинский, В. К. Цераский, Е. Н. Трубецкой. Стоят: И. П. Алексинский, В. К. Рот, Н. Д. Зелинский, П. Н. Лебедев, А. А. Эйхенвальд, Г. Ф. Шершеневич, В. М. Хвостов, А. С. Алексеев, Ф. А. Рейн, Д. М. Петрушевский, Б. К. Млодзеевский, В. И. Вернадский, С. А. Чаплыгин, Н. В. Давыдов.

Родился 16 (28) сентября 1848 года в Москве, в семье преподавателя немецкого языка коммерческого училища Богдана Ивановича Фохта и его жены, француженки Эмилии Егоровны Де-Безанкур. В семье было 6 детей: 3 сына и 3 дочери.
В 1865 году окончил 1-ю Московскую гимназию и поступил на медицинский факультет Московского университета. По окончании университетского курса в 1870 году был оставлен ассистентом на кафедре патологической анатомии — помощник прозектора. С октября 1873 года, после защиты диссертации на степень доктора медицины «О перепончатой дисменорее», был избран доцентом по кафедре патологической анатомии и начал чтение курса студентам. Занимался экспериментальными исследованиями в Лейпцигском институте общей патологии в 1875 и в 1880 годах. С ноября 1880 года — экстраординарный профессор, с января 1892 года — ординарный профессор по кафедре общей патологии Московского университета, с 1898 года — Заслуженный профессор Московского университета.
По разработанному А. Б.  Фохтом и А. И. Тальянцевым плану в 1890 году был создан первый в России Институт общей и экспериментальной патологии при клиниках Московского университета, который Фохт и возглавил в 1891 году.
Действительный статский советник (с 01.01.1894). Награждён орденами Св. Станислава 1-й степени (1905), Св. Владимира 3-й степени (1902), Св. Анны 1-й (1916) и 2-й степени (1889). Заслуженный деятель науки РСФСР (1928).
Опубликовал исследование «О происхождении катарального воспаления лёгких», «Исследования о воспалении околосердечной сумки» (М., 1899); «О функциональных и анатомических нарушениях сердца при закрытии венечных артерий» (М., 1901); «О нарушениях кровообращения и деятельности сердца при эмболии легочной артерии» (М., 1903).
С 1896 по 1902 годы редактировал 4 тома сборника работ своих учеников: «Труды Института общей патологии Имп. Моск. университета».
В 1911 году вместе с группой профессоров в знак протеста против политики министра народного просвещения Л. А. Кассо (дело Кассо) покинул Московский университет. В 1912 году основал и до 1925 года возглавлял Институт экспериментальной патологии при 2-й Градской больнице, на базе которого была создана кафедра общей патологии медицинского факультета 2-го МГУ, а в 1930 году — кафедра патологической физиологии 2-го Московского медицинского института. В 1917—1926 годах, одновременно с работой во 2-м МГУ, А. Б. Фохт снова преподавал в 1-м МГУ. В 1920—1923 гг. он читал курс органопатологии в Высшей медицинской школе.
У себя дома в Большом Власьевском переулке (д. № 14) устраивал знаменитые «Фохтовские субботы». Участниками этих вечеров были: историк В. О. Ключевский, философы В. С. Соловьёв, Л. М. Лопатин, С. Н. Трубецкой, юристы А. Ф. Кони, С. А. Муромцев, литературовед Н. И. Стороженко, экономист А. А. Мануйлов, артисты А. П. Ленский, Е. М. Садовская, поэт К. Д. Бальмонт.
Умер 23 августа 1930 года. Похоронен на Ваганьковском кладбище. В 1951 г. перезахоронен на Новодевичьем кладбище (2 уч.).